# Schweizer Meisterschaften im Skispringen 2018

Logo von Swiss-Ski

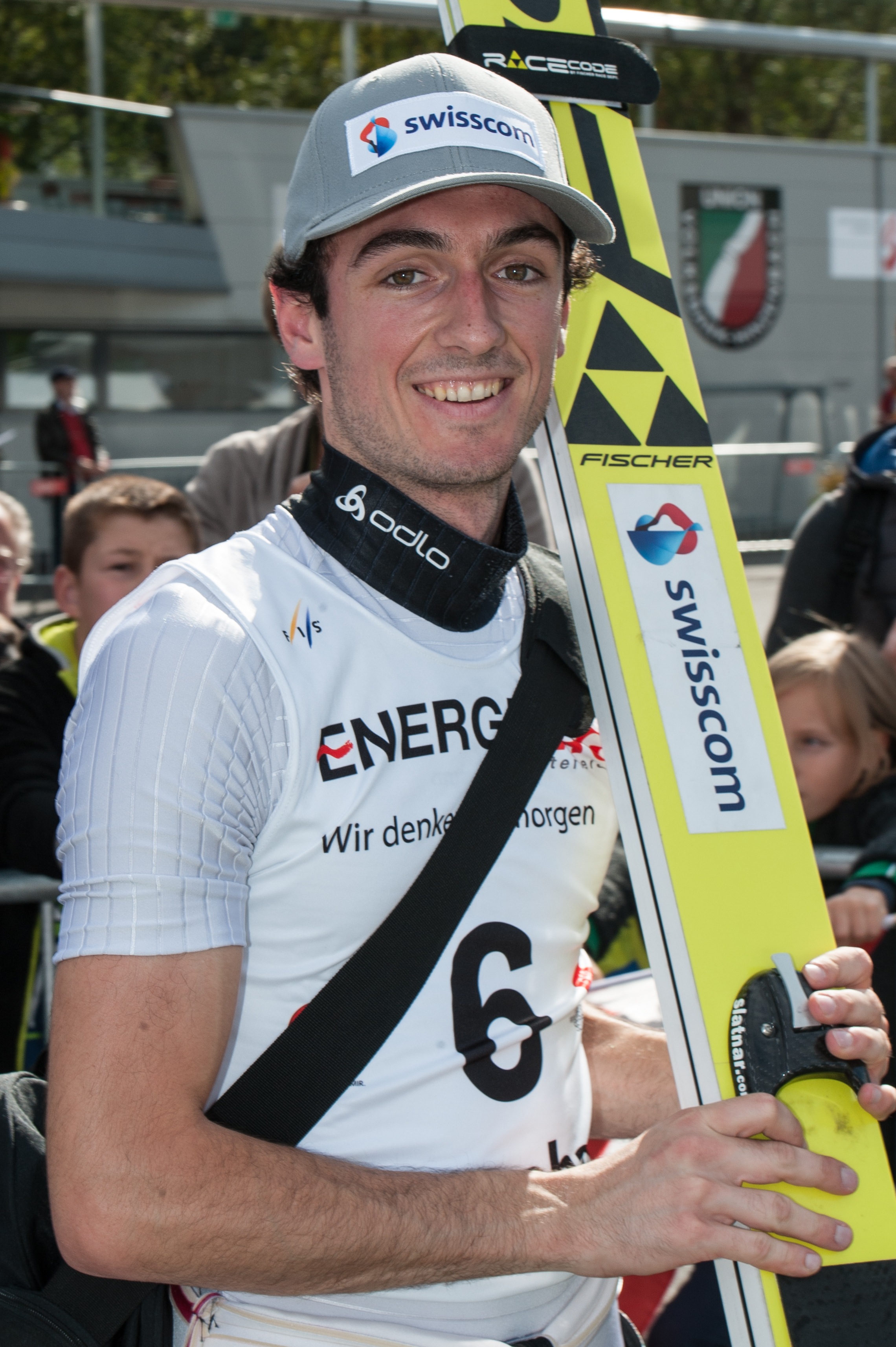
Killian Peier – Schweizer Meister 2018

Die Schweizer Meisterschaften im Skispringen 2018 fanden am 27. Oktober 2018 in Einsiedeln statt. Der Wettbewerb wurde auf der Andreas Küttel-Schanze (HS117) ausgetragen.
Die Wettkämpfe der Junioren und der Damen sowie der Teamwettbewerb fanden hingegen am 13. und 14. Oktober 2018 in Kandersteg sowohl von der Normal- als auch von der Mittelschanze  (Lötschberg, HS106 und Blüemlisalp, HS74) statt. 
Den Titel bei den Herren gewann Vorjahressieger Killian Peier. Olympiasieger Simon Ammann wurde Vizemeister.
Insgesamt nahmen an den Wettbewerben 19 Skispringer und sieben Skispringerinnen teil.

## Ergebnisse

### Einzel Herren
| Platz | Sportler           | Weite 1 | Weite 2 | Punkte |
| ----- | ------------------ | ------- | ------- | ------ |
| 1     | Killian Peier      | 116,0 m | 106,5 m | 251,5  |
| 2     | Simon Ammann       | 115,5 m | 107,0 m | 245,5  |
| 3     | Andreas Schuler    | 116,5 m | 105,0 m | 241,7  |
| 4     | Gregor Deschwanden | 114,0 m | 108,0 m | 241,6  |
| 5     | Sandro Hauswirth   | 109,0 m | 101,0 m | 225,5  |
| 6     | Luca Egloff        | 105,5 m | 104,5 m | 224,5  |
| 7     | Dominik Peter      | 108,5 m | 100,5 m | 220,7  |
| 8     | Pascal Kälin       | 107,0 m | 098,0 m | 231,3  |
| 9     | Gabriel Karlen     | 103,0 m | 097,5 m | 204,4  |
| 10    | Tim Hug            | 100,0 m | 087,5 m | 178,0  |

### Junioren
| Platz | Sportler         | Weite 1 | Weite 2 | Punkte |
| ----- | ---------------- | ------- | ------- | ------ |
| 1     | Sandro Hauswirth | 102,5 m | 108,0 m | 271,0  |
| 2     | Dominik Peter    | 101,5 m | 107,5 m | 266,0  |
| 3     | Lars Kindlimann  | 098,0 m | 103,0 m | 249,0  |
| 4     | Olan Lacroix     | 097,5 m | 105,0 m | 243,0  |
| 5     | Noah Camenzind   | 096,0 m | 100,5 m | 236,0  |

### Einzel Damen
| Platz | Sportler       | Weite 1 | Weite 2 | Punkte |
| ----- | -------------- | ------- | ------- | ------ |
| 1     | Rea Kindlimann | 70,0 m  | 64,0 m  | 210,5  |
| 2     | Sina Arnet     | 65,5 m  | 64,0 m  | 207,2  |
| 3     | Emely Torazza  | 63,0 m  | 56,0 m  | 178,0  |
| 4     | Simone Buff    | 59,0 m  | 56,0 m  | 165,4  |
| 5     | Alena Czekala  | 57,0 m  | 55,5 m  | 160,4  |
| 6     | Celina Wasser  | 53,5 m  | 45,0 m  | 119,3  |
| 7     | Aline Florin   | 38,5 m  | 32,0 m  | 046,1  |

### Team Herren
| Platz | Team                                                                                            | Punkte |
| ----- | ----------------------------------------------------------------------------------------------- | ------ |
| 1     | Zürcher Skiverband I Andreas Schuler Lars Kindlimann Pascal Kälin Dominik Peter                 | 962,5  |
| 2     | Mixed-Team ZSSV/OSSV Gregor Deschwanden Aron Russi Lean Niederberger Luca Egloff                | 868,5  |
| 3     | Berner Oberländischer Skiverband Gabriel Karlen Kevin Romang Luca von Grünigen Sandro Hauswirth | 832,0  |